# 오토미촌 (시즈오카현)
오토미촌(일본어: 大富村)은 일본 시즈오카현의 중부, 시다군에 속했던 촌이다. 현재 야이즈시 중부의 내륙에 해당한다. 

## 역사
- 1889년 4월 1일 - 정촌제 시행에 의해 시다군 오토미촌이 성립하였다.
- 1955년 1월 1일 - 야이즈시에 편입해, 동일 오토미촌은 폐지되었다.

## 교통

### 도로
- 국도 제150호선

## 참고 문헌
- 大日本篤農家名鑑編纂所編『大日本篤農家名鑑』大日本篤農家名鑑編纂所、1910年。
- 角川日本地名大辞典 22 静岡県